# Неймовірна Людина-павук (мультсеріал)
Неймовірна Людина-павук (англ. The Spectacular Spider-Man) — популярний американський мультсеріал телеканалу Kids WB!

## Сюжет
Пригоди Людини-павука лише починаються. Нашого героя кусає радіоактивний павук, який наділяє Пітера Паркера суперсилою. Одного разу наш герой як зазвичай патрулює вулиці Нью-Йорка і стикається з багатьма суперлиходіями, але перемагає їх. І тепер Доктор Октопус, Стервятник, Шокер та інші суперлиходії для нього не перегорода, бо він ефектний Людина-павук!

## Серії
1. ↑  Fernsehserien.de